# Jean Margéot
Jean Margéot (Quatre Bornes, 3 febbraio 1916 – Port Louis, 17 luglio 2009) è stato un cardinale e vescovo cattolico mauriziano.

## Biografia
È stato ordinato sacerdote il 17 dicembre 1938.
È stato vescovo di Port-Louis dal 6 febbraio 1969 al 15 febbraio 1993. Per la sua ordinazione episcopale, si svolse una celebrazione all'aperto di fronte al monumento a Maria Santissima, Regina della Pace, a cui assistettero circa 80.000 persone, numero eccezionale per la piccola città di Port Louis. Durante il suo episcopato il numero dei sacerdoti della diocesi crebbe quasi del doppio, tanto che fu possibile mandare più di venti sacerdoti in missione all'estero. Promosse il Centro Tabor, un centro di formazione per la gioventù e i catechisti. Diede importanza alla Missione Cattolica Cinese e dall'Associazione Cattolica Indo-Mauriziana, organizzazioni che si occupano dell'assistenza pastorale delle due grandi comunità cinese e indiana presenti a Maurizio. Combatté attivamente la diffusione della tossicodipendenza, attraverso l'istituzione di un apposito centro terapeutico. Nell'ottobre del 1989 accolse la visita pastorale di Giovanni Paolo II.
Papa Giovanni Paolo II lo ha innalzato alla dignità cardinalizia nel concistoro del 28 giugno 1988. È stato il primo vescovo e il primo cardinale di nazionalità mauriziana.
È morto il 17 luglio 2009 all'età di 93 anni per un ictus. È sepolto nella cattedrale di San Luigi a Port Louis.

## Genealogia episcopale e successione apostolica
La genealogia episcopale è:
- Cardinale Scipione Rebiba
- Cardinale Giulio Antonio Santorio
- Cardinale Girolamo Bernerio, O.P.
- Arcivescovo Galeazzo Sanvitale
- Cardinale Ludovico Ludovisi
- Cardinale Luigi Caetani
- Cardinale Ulderico Carpegna
- Cardinale Paluzzo Paluzzi Altieri degli Albertoni
- Papa Benedetto XIII
- Papa Benedetto XIV
- Papa Clemente XIII
- Cardinale Marcantonio Colonna
- Cardinale Hyacinthe Sigismond Gerdil
- Cardinale Giulio Maria della Somaglia
- Cardinale Carlo Odescalchi, S.I.
- Cardinale Costantino Patrizi Naro
- Cardinale Lucido Maria Parocchi
- Papa Pio X
- Cardinale Gaetano De Lai
- Cardinale Raffaele Carlo Rossi, O.C.D.
- Cardinale Amleto Giovanni Cicognani
- Arcivescovo Paolo Mosconi
- Cardinale Jean Margéot

La successione apostolica è:
- Vescovo Félix Paul (1975)
- Cardinale Maurice Piat, C.S.Sp. (1991)
- Vescovo Alain Harel (2002)